# Lac Langano
Le lac Langano se trouve dans la région Oromia en Éthiopie, à 225 km au sud d'Addis-Abeba et à 40 km au sud de Ziway.

## Géographie
Il se situe au sein de la vallée du Grand Rift à l'est du Lac Abijatta et sur la frontière entre les zones Arsi et Misraq Shewa.
Le lac s'étend sur 18 km de long et 16 km de large. D'une superficie de 230 km², il atteint des profondeurs allant jusqu'à 46 m.
C'est un lieu de villégiature pour les citoyens privilégiés de la capitale. Son essor touristique tient d'une part à la présence de crocodiles rares sur la rive ouest et sa salubrité car il est l’unique lac d'Ethiopie qui ne soit pas contaminé par la bilharziose.
Le lac abrite également une faune variée tels que des hippopotames, des singes, des babouins, des phacochères et un grand nombre d'oiseaux.
Les espèces de poissons suivantes y ont été observées : Barbus paludinosus, Clarias gariepinus, Garra dembecha, Labeobarbus intermedius, Oreochromis niloticus.
Le lac pourrait être menacé par le pompage excessif et incontrôlé des eaux.